# Zwartstaartmuggenvanger
De zwartstaartmuggenvanger (Polioptila melanura) is een zangvogel uit de familie Polioptilidae (muggenvangers).

## Verspreiding en leefgebied
Deze soort telt 3 ondersoorten:
- P. m. lucida: de zuidwestelijke Verenigde Staten en noordwestelijk Mexico.
- P. m. melanura: de zuidelijk-centrale Verenigde Staten en het oostelijke deel van Centraal-Mexico.
- P. m. curtata: Tiburón (nabij noordwestelijk Mexico).